# Euzancla
Euzancla là một chi bướm đêm thuộc họ Erebidae.